# Porcellio ombrionis
Porcellio ombrionis är en kräftdjursart som beskrevs av Albert Vandel1954. Porcellio ombrionis ingår i släktet Porcellio och familjen Porcellionidae. Inga underarter finns listade i Catalogue of Life.